# Lomatia bella
Lomatia bella är en tvåvingeart som beskrevs av Friedrich Hermann Loew 1873. Lomatia bella ingår i släktet Lomatia och familjen svävflugor. Inga underarter finns listade i Catalogue of Life.